# Barda (Rosja)
Barda (ros. Барда) – wieś (ros. село, trb. sieło) rejonowa w Kraju Permskim Rosji.
Liczy 9 972 mieszkańców (2021).
Założona została w 1932 roku.